# Christian Gottlieb Daniel Müller
Christian Gottlieb Daniel Müller (* 9. Dezember 1753 in Göttingen; † 8. Mai 1814 in Stade) war Oberstleutnant des Königreichs Großbritannien und Königreichs Hannover, Kapitän der Elbzollfregatte und Autor und Übersetzer maritimer Fachliteratur.

## Leben
Als zweiter Sohn des Oberbaukommissars Johann Michael Müller und Dorothea Köhler geboren, besuchte er drei Jahre lang bis 1767 die Schule in Göttingen. Anschließend ging er in Soest auf das Archigymnasium bis 1770. Dort erlernte er die Darlegung der Mathematik in französischer Sprache. Mit 17 Jahren war er an der Universität Göttingen Student der Mathematik und der Rechtswissenschaft. Über die Qualität seiner mathematischen Studien äußerten sich die Professoren Abraham Gotthelf Kästner (1719–1800) und Georg Christoph Lichtenberg (1742–1799) lobend und erwähnten seinen überdurchschnittlichen Fleiß.
Sein Studium unterbrach er, um im Dienst der niederländischen Marine mehrere Reisen zu unternehmen. Nach einiger Zeit als Hauslehrer im Haus des Grafen von Schulenburg, nahm er sein Studium wieder auf. Am 2. Dezember 1774 erhielt er ein Patent als Leutnant der britischen Marine. Bei einem Einsatz gegen chinesische Piraten wurde sein Bein durch den Rücklauf einer Kanone gebrochen. Weil es schief zusammenwuchs, musste er seitdem ständig eine Krücke benutzen.
Auf der Rückreise machte er Station in Lissabon. Dort verlobte er sich mit der Schwester der Frau seines Bruders, Anna Christine Moller (1766–1848). Ins Kurfürstentum zurückgekehrt bewarb er sich um den Posten des Kommandanten der Elbzollfregatte zu Brunshausen an der Schwinge. Da seine Invalidität ihn gegen Mitbewerber beim britischen König benachteiligte, wurde er von den Geheimräten in Hannover unterstützt. Sie verwiesen auf seinen verträglichen Charakter, sein moralisch einwandfreies Wesen, seine Sprachkenntnisse in Englisch, Französisch, Niederländisch, Portugiesisch und Spanisch und seine guten Zeugnisse. Er würde seine Kenntnisse auch am Hamburgischen Admiralitätskollegium gründlich ausbilden lassen wollen. Am 15. August 1778 erhielt er das ersehnte Patent als Capitain und heiratete daraufhin am 9. Oktober seine Verlobte. Seine Dienstwohnung befand sich auf der Schwinger Schanze.
Sein Dienstposten umfasste den Befehl über eine Cron-Jagt, zwei Chaluppen, ein Kanonenboot und die Schanze bei Brunshausen. Neben der Eintreibung der Zollabgaben gehörte auch die förmliche Begrüßung, die Einhaltung der Quarantäne, das Lotsenwesen auf der Elbe und Grenzangelegenheiten zu seinen Aufgaben. 1790 wird er zum Major und 1801 zum Obristleutnant befördert. Mit der Eingliederung des Kurfürstentums ins französische Kaiserreich 1803 muss auch Müller einen neuen Diensteid geleistet haben. Er dankte erst am 1. Januar 1812 offiziell ab. Während der Franzosenzeit gingen bis auf eine Jolle alle Fahrzeuge verloren. Trotzdem wurde die Brunshausener Zollstation als Institution nicht aufgelöst. Erst Anfang 1814 wurde nach Abzug der Franzosen und nun für das Königreich Hannover die Zollstation neu aufgebaut und eingerichtet.
Völlig überraschend starb C.G.D. Müller am 8. Mai 1814 im Haus seines Sohnes. Er litt bereits seit geraumer Zeit schwer an Gicht. Die Jahre seit 1803 sollen auch von großer finanzieller Bedürftigkeit gekennzeichnet gewesen sein. Begraben wurde er auf dem Garnisonsfriedhof in Stade.

## Werk
Die Bedeutung Müllers liegt in den Publikationen zu Theorie und Praxis von Schifffahrt, Schiffbau und Navigation. In der zweiten Hälfte des 18. Jahrhunderts war ein deutlicher Aufschwung wissenschaftlicher Werke zu zahlreichen Themen der Schifffahrt zu verzeichnen. Neben Werken theoretischer Natur von Pierre Bouguer und Leonhard Euler erschienen auch ingenieurwissenschaftlicher Arbeiten, z. B. von Fredrik Henrik af Chapman. Zusätzlich erschienen Arbeiten für breitere gebildete Kreise (siehe Zeitalter der Aufklärung). Vor diesem Hintergrund publizierte Müller einen größeren Teil seiner Arbeiten. Dabei bemühte er sich auch für Fachleute Neues mit einfließen zu lassen. Seine wichtigste Arbeit ist die Übersetzung des Werkes Traité de la fabrique des manœuvres pour les vaisseaux, ou l'Art de la corderie perfectionné Paris 1747 von Henri Louis Duhamel du Monceau. Sie erschien in Berlin 1791 unter dem Titel Anfangsgründe der Schiffbaukunst. Neben der reinen Übertragung des Inhalts von einer Sprache in die andere, fügte er über Fußnoten zusätzliche Anmerkungen und Erläuterungen ein. Deren Umfang wurde auch von Zeitgenossen als fast eigenständiges Werk betrachtet. Zusammen mit Johann Hinrich Rödings Allgemeines Wörterbuch der Marine sind es die am meisten rezipierten deutschen Arbeiten zu Schiffbau und Schifffahrt im 18. Jahrhundert. In der 1792 gegründeten englischen Society for the Improvement of Naval Architecture, unter der Schirmherrschaft des Dukes of Clarence, war er Ehrenmitglied. 1793 wurde er zum korrespondierenden Mitglied der Göttinger Akademie der Wissenschaften gewählt.

## Schriften
- Versuch einer Literatur der Schiffbaukunst. Stade 1791. (Digitalisat).

- Anfangsgründe der Schiffbaukunst oder practische Abhandlung über den Schiffbau. Berlin 1791. (Digitalisat) in der Bibliothek des Deutschen Museums.